# Station Morąg
Station Morąg is een spoorwegstation in de Poolse plaats Morąg.